# Lucky Twice
Lucky Twice fue un dúo femenino sueco formado por Sofie Larsson y Hannah Reynold y es conocido por su éxito europeo «Lucky», escrito por Jonas von der Burg, Niclas von der Burg y Anoo Bhagavan, los mismos compositores de la también conocida cantante «September». El sencillo fue publicado en varios países de Europa en la segunda mitad de 2006. 
En 2012 volvieron con un nuevo y primer sencillo, el cual fue publicado a finales de ese mismo año para las emisoras de radio europeas. En marzo de 2013 publicaron su álbum The Apocalypse.

## Discografía

### Álbumes
- 2007 - Young & Clever
- 2013 - The Apocalypse

### Sencillos
- 2006 - Lucky (n.º 1 en España).
- 2007 - Hop non stop (n.º 20 en España).
- 2008 - The lucky twice song (n.º 24 en España).
- 2012 - Tonight That's Big Today.
- 2013 - TBA